# Früher Kastanienwickler

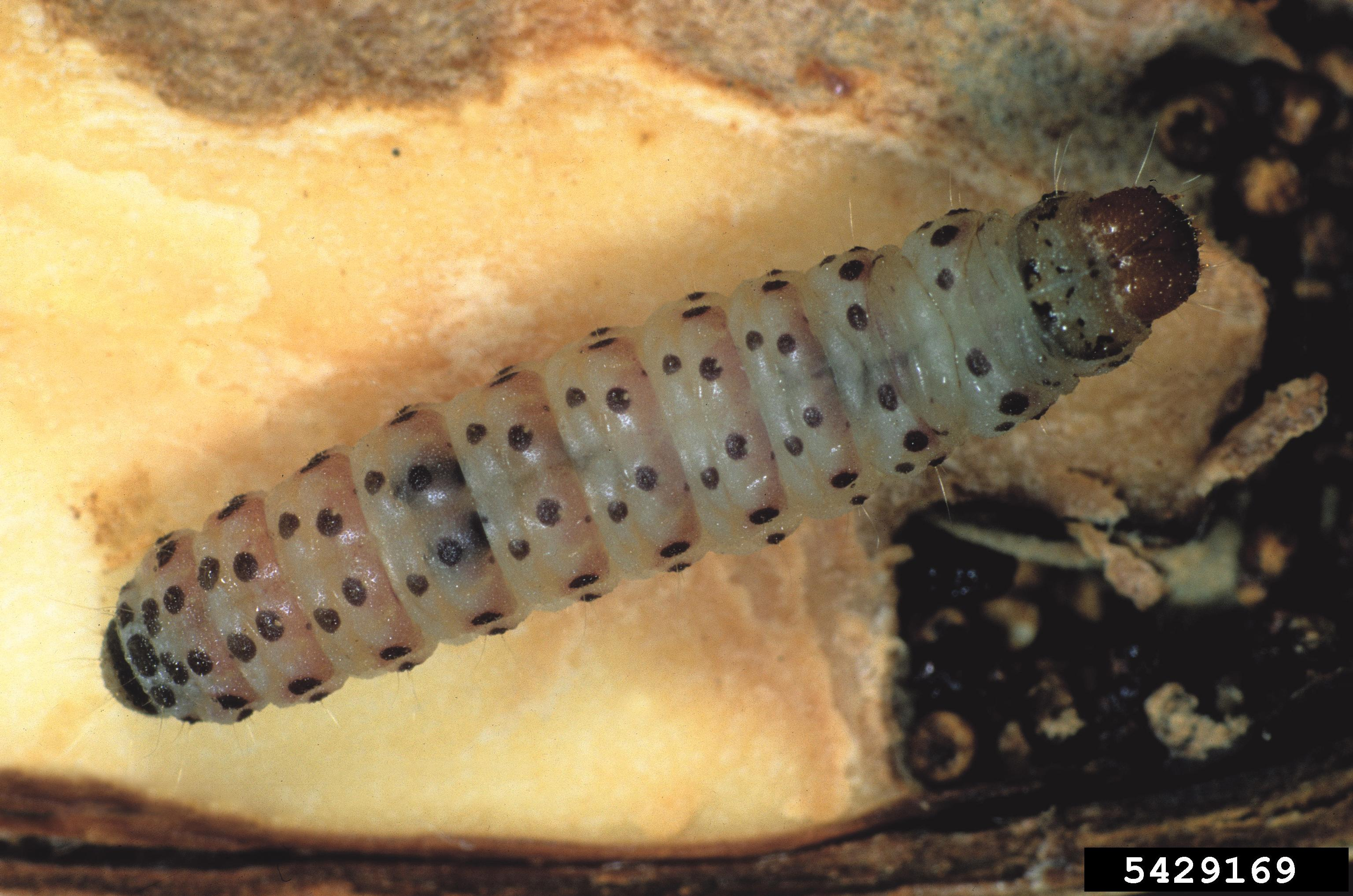
Raupe

Der Frühe Kastanienwickler (Pammene fasciana) ist ein in Europa und Asien heimischer Schmetterling. Er kann an Edelkastanien (Castanea sativa) wirtschaftlich bedeutsame Schäden hervorrufen.

## Merkmale
Die adulten Schmetterlinge haben eine Flügelspannweite von 14 bis 15 mm. Die Vorderflügel haben einen weißlichen Fleck in der Mitte. An dessen äußerem Teil befinden sich drei kleinere schwarze Flecken. Diesen folgen zwei glänzende, bleigraue Bänder. Zwischen diesen Bändern liegt ein brauner Bereich mit vier schwarzen Strichen. Am Vorderrand der Flügel befinden sich schwarze, beistrichförmige Kerben. Die Hinterflügel sind graubraun.
Die Larven sind im letzten, fünften Stadium 10 bis 13 mm lang. Ihr Körper ist weißlich, der Kopf zuweilen rosa-braun. Prothorakales Schild und Analplatte sind hellbraun. Die Larve besitzt große haarige, dunkelrote Warzen, sowie einen Analkamm.

## Verbreitung
Der Frühe Kastanienwickler ist in Europa und Asien beheimatet.

## Lebensweise
Die Motten erscheinen zu Sommerbeginn und fliegen in der Abenddämmerung. Die Weibchen legen in Summe rund 180 Eier an der Oberseite von Blättern ab. Als Wirtspflanzen dienen Kastanien (Castanea), Buchen (Fagus) und Eichen (Quercus). Die Raupen schlüpfen bei einer Temperatur von 15 °C nach 21 Tagen. Die junge Raupe frisst zunächst an den Blattadern. Etwas später frisst sie sich durch die Fruchthülle (Cupula) durch und in die junge Frucht hinein, die sie durch Fraß zerstört. Ihre Ausscheidungen entfernt sie aus der Cupula, sie befinden sich zwischen den Stacheln und sind durch seidige Fäden verbunden. Eine Raupe kann nacheinander mehrere Früchte befallen. Nach rund 40 Tagen verlässt sie die Cupula und sucht einen Platz unter der Borke des Wirtsbaums auf. Hier spinnt sie sich in einen Kokon ein, in dem sie die Diapause durchmacht. Die Cupula fällt frühzeitig bereits im Juli/August ab.

## Bedeutung als Schädling
Durch das zeitlich frühe Auftreten der Larven und durch den Befall von mehreren Früchten pro Larve kann der wirtschaftliche Schaden in Edelkastanien-Beständen beträchtlich sein. In Wäldern hat der Frühe Kastanienwickler nur eine untergeordnete Bedeutung.
Eine Bekämpfung kann durch Licht-, Fruchtsaft- oder Pheromonfallen erfolgen. Chemische Bekämpfung ist ebenso möglich, die hierzu eingesetzten Chemikalien sind jedoch in vielen Ländern nicht zugelassen.